# Placas
Placas är en kommun i Brasilien.   Den ligger i delstaten Pará, i den centrala delen av landet, 1 500 km nordväst om huvudstaden Brasília. Antalet invånare är 23 930.
I omgivningarna runt Placas växer i huvudsak städsegrön lövskog. Runt Placas är det mycket glesbefolkat, med 2 invånare per kvadratkilometer.